# 島田竜三
島田 竜三（しまだ りゅうぞう、1931年3月21日 - 没年不明）は、日本の俳優。旧芸名、沖 諒太郎。

## 略歴
日本大学芸術科卒業。劇団俳優座研究所出身。1954年、宝塚映画製作所に入社し、翌年にデビュー。東宝を経て、1958年に大映に入社。

## 出演映画
以下に日本映画データベースに従い公開日、作品名、製作会社、役名を記載。
- 1958年7月13日　『女狐風呂』 　大映京都
- 1958年8月3日　『江戸は青空』 　大映京都
- 1958年8月3日　『人肌孔雀』 　大映京都
- 1958年9月7日　『執念の蛇』 　大映京都　- 小山竜之助
- 1958年10月1日　『日蓮と蒙古大襲来』 　大映京都　- 河野通有
- 1958年11月8日　『濡れ髪剣法』 　大映京都
- 1958年11月8日　『抜き足差し足忍び足』 　大映京都
- 1958年11月15日　『伊賀の水月』 　大映京都
- 1958年11月29日　『弁天小僧』 　大映京都　- 赤星十三
- 1958年12月21日　『大映の水戸黄門漫遊記』 　大映京都　- 大作
- 1959年1月22日　『青蛇風呂』 　大映京都　- 開小源太
- 1959年1月27日　『鬼女系図』 　大映京都
- 1959年2月3日　『江戸っ子桜』 　大映京都
- 1959年2月25日　『からくり雛人形』 　大映京都
- 1959年4月1日　『魔笛若衆』 　大映京都
- 1959年4月21日　『お嬢吉三』 　大映京都　- お坊吉三
- 1959年6月2日　『次郎長富士』 　大映京都
- 1959年8月23日　『鳴門の花嫁』 　大映京都
- 1959年9月13日　『町奉行日記 鉄火牡丹』 　大映京都　- 松井摂津守
- 1959年11月22日　『薄桜記』 　大映京都　- 大高源吾
- 1959年12月6日　『浮かれ三度笠』 　大映京都
- 1959年12月20日　『月影兵庫 上段霞斬り』 　大映京都
- 1959年12月27日　『関の弥太っぺ』 　大映京都　- 留三
- 1960年2月10日　『虹之介乱れ刃』 　大映京都
- 1960年2月17日　『濡れ髪喧嘩旅』 　大映京都
- 1960年3月1日　『透明天狗』 　大映京都　- 佐々木昌之助／透明天狗
- 1960年4月6日　『幽霊小判』 　大映京都　- 鳴海左平次
- 1960年4月27日　『大江山酒天童子』 　大映京都　- 碓井貞光
- 1960年5月18日　『甲賀の密使』 　大映京都
- 1960年6月26日　『怪談累が淵』 　大映京都　- 民之助
- 1960年6月26日　『海蛇大名』 　大映京都
- 1960年9月9日　『白子屋駒子』 　大映京都　- 安倍丹後
- 1960年10月18日　『大菩薩峠』 　大映京都　- 神屋主膳
- 1960年11月22日　『わんぱく公子』 　大映京都
- 1960年12月7日　『剣客春雨傘』 　大映京都
- 1960年12月7日　『薔薇大名』 　大映京都
- 1960年12月21日　『鏡山競艶録』 　大映京都
- 1960年12月21日　『妖花伝』 　大映京都
- 1961年 『風と雲と砦』
- 1961年3月21日　『好色一代男』 　大映東京　- 荒岩大助
- 1961年4月5日　『おけさ唄えば』 　大映京都　- 坂木の藤吉
- 1961年4月26日　『旅はお色気』 　大映京都
- 1961年5月10日　『うっちゃり姫君』 　大映京都　- 陣場仙十郎
- 1961年5月17日　『大菩薩峠 完結篇』　大映京都　- 神尾主膳
- 1961年6月14日　『沓掛時次郎』 　大映京都　- 六ツ田の三蔵
- 1961年11月1日　『釈迦』 　大映京都　- 武将ブタイ
- 1961年11月19日　『かげろう侍』 　大映京都
- 1961年11月29日　『銭形平次捕物控 美人鮫』 　大映京都
- 1962年1月3日　『女と三悪人』 　大映京都
- 1962年4月6日　『裁かれる越前守』 　大映京都　- 阿能十
- 1962年4月18日　『座頭市物語』 　大映京都　- 笹川繁造
- 1962年7月29日　『江戸へ百七十里』 　大映京都
- 1962年11月3日　『地獄の刺客』 　大映京都
- 1962年12月26日　『抜打ち鴉』 　大映京都
- 1963年1月3日　『新選組始末記』 　大映京都
- 1963年3月8日　『人斬り市場』 　大映京都
- 1963年4月21日　『第三の影武者』 　大映京都
- 1963年4月28日　『悪名市場』 　大映京都
- 1963年5月29日　『対決』 　大映京都
- 1963年6月30日　『てんやわんや次郎長道中』 　大映京都
- 1963年10月5日　『妖僧』 　大映京都
- 1963年11月30日　『座頭市喧嘩旅』 　大映京都　- 岬の甚五郎
- 1964年4月18日　『昨日消えた男』 　大映京都　- 安藤対馬守重行
- 1964年6月20日　『黒の凶器』 　大映京都
- 1964年7月11日　『忍びの者 霧隠才蔵』 　大映京都
- 1964年8月8日　『悪名太鼓』 　大映京都
- 1964年12月30日　『忍びの者 続・霧隠才蔵』 　大映京都
- 1965年1月13日　『眠狂四郎炎情剣』 　大映京都　- 藤堂高敦
- 1965年3月6日　『暴れ犬』 　大映京都
- 1965年5月1日　『悪名幟』 　大映京都　- 中津
- 1965年6月12日　『忍びの者 伊賀屋敷』 　大映京都
- 1965年9月18日　『座頭市逆手斬り』 　大映京都　- 木島の左平次
- 1965年10月16日　『剣鬼』 　大映京都
- 1966年1月1日　『若親分喧嘩状』 　大映京都
- 1966年4月9日　『ほんだら捕物帖』 　大映京都　- 松の市
- 1966年4月17日　『大魔神』 　大映京都　- 花房忠清
- 1966年7月13日　『兵隊やくざ 脱獄』 　大映京都　- 野口大尉
- 1966年11月9日　『眠狂四郎無頼剣』 　大映京都　- 伊佐
- 1966年12月10日　『新書・忍びの者』 　大映京都
- 1967年1月3日　『陸軍中野学校 竜三号指令』 　大映京都
- 1967年8月12日　『若親分兇状旅』 　大映京都